# Danner (Oregon)
Danner est une communauté non constituée en municipalité située dans le comté de Malheur, Oregon, États-unis. Danner se trouve le long de la route de Danner sur la Route 95 à l'ouest de la vallée du Jourdain. Jordan Creek traverse Danner.

## Histoire
L'ancienne route de l'Idaho-Oregon-Nevada passait au travers de Danner, en suivant la route à Péage Skinner, qui a ouvert la zone pour la colonisation en 1863.
Danner est le lieu où Jean Baptiste Charbonneau est enterré. Il est le plus jeune membre de l'expédition de Lewis et Clark et le fils de Sacagawea. Charbonneau est mort en 1866 à l'âge de 61 ans après le développement d'une pneumonie en passant à travers la région. Le lieu de sa sépulture était situé, marqué et clôturé par les efforts des résidents de Danner, Kirt et Johanna Skinner, et il a été inscrit dans le Registre National des Lieux Historiques le 14 mars 1973.